# Keulos
Keulos ist ein Ortsteil der Großgemeinde Künzell im osthessischen Landkreis Fulda.

## Geographie
Keulos ist ein Dorf am Rande von Fulda und somit die Schnittstelle zwischen der Stadt und der Rhön, die direkt hinter Keulos anfängt. Keulos grenzt im Westen an Künzell, im Norden an den Lanneshof, im Osten an Wissels und im Süden an Pilgerzell.

## Geschichte

### Ortsgeschichte
soweit bekannt wird Keulos erstmals 1212 als Ort erwähnt. Es wird erzählt, dass zwei Brüder, Kadolaches und Wizelaches Keulos und Wissels gegründet haben. Der Ort ist 1708 im "Salbuch" des Zentamtes Fulda aufgeführt und wies 1789 acht "Nachbarn" auf. Um 1840 ist Keulos etwa gleich groß wie Dirlos und Künzell und gleichartig: Je ein Gutshof, einige Bauernhöfe und mehrere Abhängige als Tagelöhner, Kutscher usw. für den Gutshof. Deshalb erhielt Keulos – zentral liegend – 1843 den Schulstandort. Der Ort ist in den darauffolgenden Jahren nur sehr langsam gewachsen und mit Dirlos und Künzell von der Einwohnergröße nicht mehr vergleichbar. Im Jahre 1972 hatte Keulos 322 Einwohner, heute (Stand 2020) sind es über 400 Einwohner.;Hessische Gebietsreform (1970–1977)
Zum 31. Dezember 1971 wurde die bis dahin selbständige Gemeinde Keulos im Landkreis Fulda im Zuge der Gebietsreform auf freiwilliger Basis in die Gemeinde Künzell eingemeindet. Wie für alle nach Künzell eingegliederten Gemeinden wurde auch für Keulos ein Ortsbezirk gebildet.

### Verwaltungsgeschichte im Überblick
Die folgende Liste zeigt die Staaten und Verwaltungseinheiten, denen Keulos angehört(e):
- vor 1803: Heiliges Römisches Reich, Hochstift Fulda, Centoberamt Fulda
- 1803–1806: Heiliges Römisches Reich, Fürstentum Nassau-Oranien-Fulda, Amt Fulda
- 1806–1810: Kaiserreich Frankreich, Fürstentum Fulda (Militärverwaltung)
- 1810–1813: Großherzogtum Frankfurt, Departement Fulda, Landdistrikt Fulda
- ab 1816: Kurfürstentum Hessen, Großherzogtum Fulda, Landamt Fulda
- ab 1821/22: Kurfürstentum Hessen, Provinz Fulda, Kreis Fulda[7][Anm. 2]
- ab 1848: Kurfürstentum Hessen, Bezirk Fulda
- ab 1851: Kurfürstentum Hessen, Provinz Fulda, Kreis Fulda
- ab 1867: Norddeutscher Bund[Anm. 3], Königreich Preußen,[Anm. 4] Provinz Hessen-Nassau, Regierungsbezirk Kassel, Kreis Fulda
- ab 1871: Deutsches Reich, Königreich Preußen, Provinz Hessen-Nassau, Regierungsbezirk Kassel, Kreis Fulda
- ab 1918: Deutsches Reich, Freistaat Preußen, Provinz Hessen-Nassau, Regierungsbezirk Kassel, Kreis Fulda
- ab 1944: Deutsches Reich, Freistaat Preußen, Provinz Kurhessen, Landkreis Fulda
- ab 1945: Amerikanische Besatzungszone, Groß-Hessen, Regierungsbezirk Kassel, Landkreis Fulda
- ab 1946: Amerikanische Besatzungszone, Land Hessen, Regierungsbezirk Kassel, Landkreis Fulda
- ab 1949: Bundesrepublik Deutschland, Land Hessen, Regierungsbezirk Kassel, Landkreis Fulda
- ab 1972: Bundesrepublik Deutschland, Land Hessen, Regierungsbezirk Kassel, Landkreis Fulda, Gemeinde Künzell

## Politik
Für Keulos besteht ein Ortsbezirk (Gebiete der ehemaligen Gemeinde Keulos) mit Ortsbeirat und Ortsvorsteher nach der Hessischen Gemeindeordnung.
Der Ortsbeirat besteht aus fünf Mitgliedern. Bei den Kommunalwahlen in Hessen 2021 betrug die Wahlbeteiligung zum Ortsbeirat 63,55 %. Dabei gehörten alle Kandidaten der„Bürgerliste Kaulos“ an. Der Ortsbeirat wählte Manuel Malkmus zum Ortsvorsteher.

## Vereine
Der einzige Verein ist die Freiwillige Feuerwehr Keulos.

## Persönlichkeiten
Als bekannte Persönlichkeit – zumindest im Fuldaer Landkreis – kann Johannes Rehm genannt werden, der in Keulos im Jahre 1790 geboren wurde und der Vater des Komponisten Anton Rehm war. Die Familie Rehm war im gesamten Gebiet als musikalisch bekannt.